# Cratere Modred
Modred è un cratere sulla superficie di Mimas.